# 冲巴噶什部
冲巴噶什部，又译崇巴噶什部，意为大駝鹿，清代新疆的一个布鲁特部落，属西布鲁特，布鲁特即今柯尔克孜族。乾隆二十四年（1759年）归附清朝，在喀什噶尔以北游牧，头领品级由喀什噶尔参赞大臣奏放。

## 历史
乾隆二十四年（1759年），冲巴噶什部布鲁特归附清朝。乾隆二十八年（1763年），因首领阿瓦勒比获四品顶戴。在喀什噶尔城（今新疆喀什市）东北200余里的巴尔昌卡伦至西北的喀浪圭卡伦一带游牧。